# Spacewatch
Spacewatch (Vesoljsko opazovanje) je projekt Univerze Arizone, ki se ukvarja s preučevanjem malih planetov, med drugim tudi asteroidov in kometov. Projekt vodi astronom Robert Scott McMillan.
Projekt je med drugim odkril Jupitrovo luno Kalirojo (prvotno označena za asteroid), odkril asteroide 5145 Pholus, 20000 Varuna, 1998 KY, 35396 1997 XF, 48639 1995 TL, ponovno odkril izgubljeni asteroid 719 Albert in odkril periodični komet 125P/Spacewatch.